# Championnat du Koweït de football 1988-1989
Navigation
Saison précédente Saison suivante
La saison 1988-1989 du Championnat du Koweït de football est la vingt-huitième édition du championnat de première division au Koweït. La Premier League regroupe les huit meilleurs clubs du pays au sein d'une poule unique où ils s'affrontent deux fois au cours de la saison, à domicile et à l'extérieur. À la fin de la compétition, le dernier du classement est relégué et remplacé par le champion de deuxième division.
C'est le club d'Al Arabi Koweït, tenant du titre, qui remporte à nouveau le championnat en terminant -invaincu-  en tête du classement final, avec quatorze points d'avance sur le Kazma Sporting Club et dix-huit sur un duo composé de Qadsia Sporting Club et d'Al Kuwait Kaifan. C'est le 13e titre de champion du Koweït de l'histoire du club, qui a conquis son titre grâce à une défense de fer, avec un seul but encaissé lors de la première journée face à Al Kuwait Kaifan.

## Les clubs participants
| - Al Arabi Koweït - Al-Salmiya SC - Kazma Sporting Club - Al Kuwait Kaifan | - Qadsia Sporting Club - Al Fehayheel - Al Jahra - Promu de D2 - Al Nasr Koweit |

## Compétition

### Classement
Le barème utilisé pour établir le classement est le suivant :
- Victoire : 3 points
- Match nul : 1 point
- Défaite : 0 point

| Rang | Équipe                 | Pts | J  | G  | N | P | Bp | Bc | Diff |
| ---- | ---------------------- | --- | -- | -- | - | - | -- | -- | ---- |
| 1    | Al Arabi Koweït T      | 38  | 14 | 12 | 2 | 0 | 17 | 1  | +16  |
| 2    | Kazma Sporting Club    | 24  | 14 | 7  | 3 | 4 | 13 | 6  | +7   |
| 3    | Qadsia Sporting Club C | 20  | 14 | 6  | 2 | 6 | 19 | 14 | +5   |
| 4    | Al Kuwait Kaifan       | 20  | 14 | 5  | 5 | 4 | 17 | 12 | +5   |
| 5    | Al-Salmiya SC          | 19  | 14 | 5  | 4 | 5 | 10 | 10 | 0    |
| 6    | Al Jahra P             | 14  | 14 | 3  | 5 | 6 | 10 | 15 | -5   |
| 7    | Al Nasr Koweit         | 11  | 14 | 3  | 2 | 9 | 9  | 22 | -13  |
| 8    | Al Fehayheel           | 9   | 14 | 2  | 3 | 9 | 6  | 21 | -15  |

|  | Qualification pour la Coupe des clubs champions du golfe Persique 1990  |
|  | Qualification pour la Coupe des Coupes 1990-1991                        |
|  | Relégation directe en deuxième division                                 |
|  | T : Tenant du titre C : Vainqueur de la Coupe du Koweït P : Promu de D2 |

## Bilan de la saison
| Championnat du Koweït de football 1988-1989      |                             |
| Champion                                         | Al Arabi Koweït (13e titre) |
| Coupes et trophées                               |                             |
| Vainqueur de la Coupe du Koweït 1988-1989        | Qadsia Sporting Club        |
| Qualifications continentales                     |                             |
| Coupe des clubs champions du golfe Persique 1990 | Compétition non disputée    |
| Coupe des Coupes 1990-1991                       | Qadsia Sporting Club        |
| Promotions et relégations                        |                             |
| Promus en Premier League                         | Al Yarmouk                  |
| Relégués en First Division                       | Al Fehayheel                |